# Антоново
Анто́ново (болг. Антоново) — місто в Тирговиштській області Болгарії. Адміністративний центр общини Антоново.

## Населення
За даними перепису населення 2011 року у місті проживали 1582 особи.
Національний склад населення міста:
| Національність   | Кількість осіб | Відсоток |
| ---------------- | -------------- | -------- |
| болгари          | 670            | 46,4%    |
| цигани           | 546            | 37,8%    |
| турки            | 220            | 15,2%    |
| інша             | 3              | 0,2%     |
| не визначились   | 5              | 0,3%     |
| Всього відповіли | 1444           |          |

Розподіл населення за віком у 2011 році:
Динаміка населення: